# Муйрхертах Мак Лохлайнн

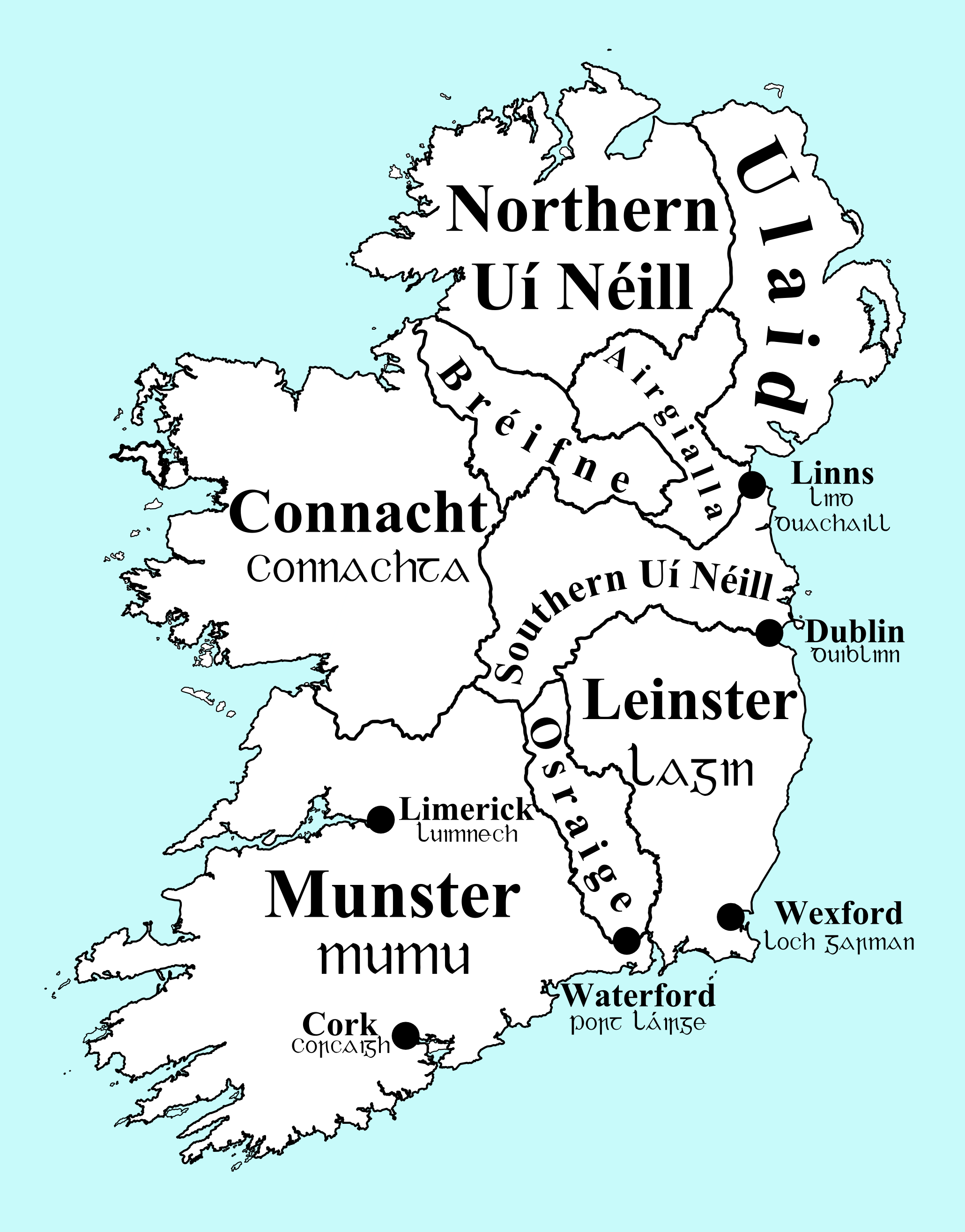
Ірландія в ранньому середньовіччі. Показані основні королівства.

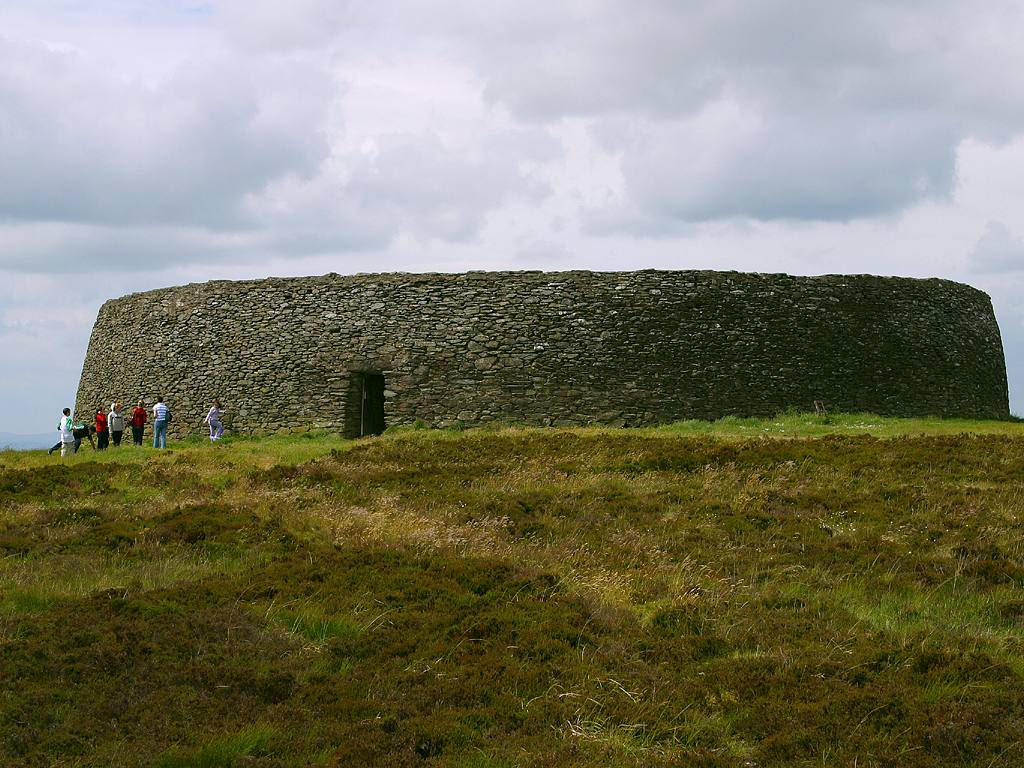
Руїни фортеці Гріанан Айлех, резиденції короля Муйрхертаха мак Лохлайнна.

Муйрхертах Мак Лохлайнн — (ірл. — Muirchertach Mac Lochlainn) — верховний король Ірландії. Час правління: 1156—1166. Король Айлеху. Король Тір Еогайн (Тайрону).

## Походження
Належав до королівського роду О'Нейллів, до гілки Кенел н-Еогайн.

## Прихід до влади і правління
Захопив трон верховних королів Ірландії після смерті верховного короля Ірландії Тойрделбаха Ва Конхобайра (ірл. — Toirdelbach Ua Conchobair) у 1156 році. Трон хотів зайняти син Тойрделбаха — Руайдрі Ва Конхобайр, але у 1156 році йому це не вдалося — він не зміг здолати опір кланів Кенал Конайлл, Кенал н-Еогайн, північних королівств, таких як Улад та Айлех, які вважали, що трон верховних королів має належати тільки династії О'Нейллів. У 1159 році він пережив замах Руайдрі Ва Конхобайра. Південні і західні королівства Ірландії — Коннахт, Ленстер, Манстер, Осрайге були вкрай незадоволені його перебування на троні верховних королів. Проте на півночі Ірландії серед північних королів теж не було однозначної підтримки і знайшлося чимало ворогів. Але Муйрхертах Мак Лохлайнн зумів досягти дипломатичного порозуміння і перемир'я з ворогами. З північних королівств він узяв заручників як запоруку миру. Єпископ Арми та багато інших як релігійних, так і світських діячів Ірландії присягнули йому на вірність. Присягу порушив Еохайд мак Конн Уладський мак Дуїн Слейбе (ірл. — Eochaid mac Con Ulad Mac Duinn Sléibe) — король Ольстера і почав проти верховного короля війну. Але він був розбитий, схоплений і осліплений. Становище короля Муйрхертаха Мак Лохлайнна ставало дедалі важчим — усі союзники залишили його. Біля нього лишилось тільки 16 найвірніших соратників. Вони були оточені й убиті в бою у 1166 році. Він був похований в обителі святого Патріка.